# Croton corylifolius
Espèce
Croton corylifolius est une espèce de plantes à fleurs du genre Croton et de la famille des Euphorbiaceae, présente aux Caraïbes et au Venezuela.
Il a pour synonymes :
- Croton corylifolius, Griseb., 1861
- Croton cubanus, Müll.Arg., 1865
- Croton microdon, Urb., 1919
- Croton montanus, Geiseler, 1805
- Croton monticola, Steud., 1840
- Croton punctatus, Anderson, 1807
- Oxydectes corylifolia (Lam.) Kuntze
- Oxydectes cubana, (Müll.Arg.) Kuntze